# Need for Speed: Most Wanted (jeu vidéo, 2012)
Ne doit pas être confondu avec Need for Speed: Most Wanted (jeu vidéo, 2005).
Need for Speed: Most Wanted est un jeu vidéo de course développé par Criterion Games et édité par Electronic Arts sorti en 2012 sur Microsoft Windows, Xbox 360, PlayStation 3, PlayStation Vita, iOS et Android, et est sorti en 2013 sous le nom de Need for Speed: Most Wanted U sur Wii U. Il est le dix-neuvième jeu de la franchise Need for Speed. Il reprend le nom de Need for Speed: Most Wanted sorti en 2005.
Le jeu a reçu un accueil critique assez positif, soulignant la qualité de sa carte en monde ouvert s'inspirant des jeux Burnout et des anciens Need for Speed, ainsi que de son mode multijoueur.

## Système de jeu
Le jeu se passe dans la ville fictive de Fairhaven, aux apparences classiques. Il y a une plage, un quartier industriel et une branche d'autoroute principale. Le gameplay du jeu a été fortement comparé avec celui des jeux de la série Burnout, et principalement Burnout Paradise, sorti en 2008 et également développé par Criterion Games. Il reprend dans une moindre mesure le gameplay et le style du premier Most Wanted, à la différence qu'il n'y a pas d'histoire scénarisée dans le jeu de 2012. La conduite, très typée arcade, décrite comme fun, est aux antipodes d'un jeu de simulation.
Le jeu permet de courir dans trois types d'épreuves différentes : les courses sprint, qui consistent à se rendre d'un point A à un point B dans la ville, les courses sur circuit, qui consistent à faire plusieurs tours d'un circuit dessiné dans la carte, et les speed runs, qui consistent à aller le plus vite possible sur un tronçon délimité. Le jeu propose aussi des épreuves d'embuscade, où l'objectif est de fuir la police le plus rapidement possible.
Ces épreuves rapportent au joueur des « speedpoints », abrégés SP, qui représentent le moyen de progression. L'accumulation de ces points permet de débloquer les courses Most Wanted, où l'objectif de la carrière est de vaincre, en course duel, l'un après l'autre, les dix véhicules les plus recherchés. C'est un système inspiré de la blacklist du premier Most Wanted. Il s'agit, dans l'ordre d'affrontement et a priori de difficulté, des modèles suivants :
- Most Wanted #10 : Alfa Romeo 4C Concept
- Most Wanted #9 : Shelby Cobra 427
- Most Wanted #8 : Mercedes-Benz SL 65 AMG
- Most Wanted #7 : Lexus LFA
- Most Wanted #6 : McLaren MP4-12C
- Most Wanted #5 : Porsche 918 Spyder Concept
- Most Wanted #4 : Lamborghini Aventador
- Most Wanted #3 : Bugatti Veyron Super Sport
- Most Wanted #2 : Pagani Huayra
- Most Wanted #1 : Koenigsegg Agera R
- Most Wanted Heroes (DLC) : BMW M3 GTR
- Most Wanted Ultimate Speed (DLC) : Hennessey Venom GT Spider
- Most Wanted Terminal Velocity (DLC) : Porsche 918 Spyder
- Most Wanted Movies Legend (DLC) : Shelby Mustang GT500

Le jeu offre la possibilité de conduire 41 voitures (il y a exactement 123 véhicules à trouver dans la ville) et de les modifier en débloquant des améliorations à l'issue des épreuves de course (châssis renforcés, boost nitro...). 25 de ces voitures sont disponibles en DLC. Les véhicules sont tous sous licence, et l'on peut retrouver plusieurs types de voitures ; des SUV, des coupés, des muscle-cars, ou des voitures exotiques. La majorité de ces véhicules sont disponibles dès le début du jeu, il suffit de les trouver sur la carte pour les débloquer et les ajouter au garage.
Il utilise le système Autolog, le réseau social interne aux jeux Need for Speed développé par Criterion pour Need for Speed: Hot Pursuit. Ce système est très largement développé dans Most Wanted et le jeu tourne autour de lui. L'Autolog permet de lancer des épreuves, et propose des recommandations d'épreuves en permanence. Une fonctionnalité appelée EasyDrive permet au joueur de gérer sa voiture et les épreuves depuis le jeu, sans passer par des menus. Il est également possible de modifier les performances et d'installer les améliorations débloquées directement en jeu.

## Développement
En novembre 2011, une offre d'emploi a révélé que Criterion Games était en train de développer un nouveau jeu de la franchise Need for Speed. Le studio était à la recherche d'un « Cinematic Artist talentueux pour travailler sur la série de jeu d'arcade automobile numéro 1 dans le monde. » Cette offre promettait aux joueurs d'avoir des cinématiques d'action dynamiques et plaisantes, ainsi que des courses poursuites intenses et épiques, avec des crashs à répétition et des sauts terrifiants. Plus tôt dans l'année, une autre offre révélait que le studio travaillait sur une IA réaliste dédiée à l'open world sur de nouvelles plateformes.
Le 11 janvier 2012, l'entreprise anglaise Game révèle que EA prévoit de sortir Medal of Honor: Warfighter ainsi qu'un nouveau jeu Need for Speed . Le 23 janvier, le directeur artistique de Criterion, Craig Sullivan, déclare sur Twitter que le studio aura « beaucoup à partager dans les mois qui arrivent, avec une GROSSE nouveauté. » Le 8 avril, le vendeur sud-africain BTGames propose à la précommande Dead Space 3 et un certain Need for Speed: Most Wanted 2.
Le 7 mai 2012, EA confirme l'arrivée de Dead Space 3 pour 2013, et qu'un nouveau jeu de la franchise Need for Speed sortirait au Q3 2012, soit entre octobre et décembre 2012. Le 25 mai, un employé de Twitch révèle qu'EA présentera le nouveau Need for Speed à l'E3. Le 1ᵉʳ juin 2012, EA annonce officiellement l'arrivée d'un nouveau Need for Speed développé par Criterion dans les jeux à venir,.
Need for Speed: Most Wanted a été officiellement annoncé lors du briefing média à l'E3 2012 , avec une bande-annonce montrant une course poursuite entre un policier et une voiture civile. Une démo live animée par Craig Sullivan a suivi ce trailer. Il déclare que « toutes nos connaissances sur le jeu de course et l'open world, nous les mettons dans ce jeu. Tous les points positifs de Need for Speed: Hot Pursuit et des Burnout s'y retrouvent. »
Le jeu est annoncé officiellement par Electronic Arts le 4 juin, lors de l'E3 2012 à Los Angeles. À cette occasion, la première bande-annonce est rendue publique et les dates de sortie sont dévoilées : le 30 octobre 2012 pour les États-Unis, puis le 2 novembre 2012 en Europe. En plus d'une version commerciale standard, une version en édition limitée a aussi été annoncée.
Le 3 août 2012, un nouveau gameplay voit le jour et un signe Kinect est visible dans l'annonce sur la boîte de la version Xbox 360.

## Liste des voitures
- Alfa Romeo 4C concept
- Alfa Romeo Mito QV
- Ariel Atom 500 V8
- Aston Martin V12 Vantage
- Aston Martin DB5
- Aston Martin DBS
- Audi A1 Clubsport Quattro
- Audi R8 GT Spyder
- Audi RS3 Sportback
- BAC Mono
- Bentley Continental Supersports ISR
- BMW M3 GTR E46
- BMW M3 E92
- BMW Serie 1 M coupe
- Bugatti Veyron Super Sport
- Bugatti Veyron Grand Sport Vitesse
- Caterham Superlight R500
- Chevrolet Camaro ZL1
- Chevrolet Corvette ZR1
- Dodge Challenger 2011
- Dodge Charger R/T
- Ford F-150 SVT Raptor
- Ford Focus RS500
- Ford Fiesta ST
- Ford GT
- Ford Mustang Boss 302 2012
- Jaguar XKR 2011
- Koenigsegg Agera R
- Hennessey Venom GT Spyder
- Lamborghini Aventador LP700-4
- Lamborghini Aventador J
- Lamborghini Countach
- Lamborghini Gallardo LP570-4 Performante
- Lamborghini Diablo SV
- Lancia Delta
- Land Rover Range Rover Evoque
- Lexus LFA
- Marussia B2
- Maserati Granturismo MC Stradale
- McLaren MP4-12C
- McLaren F1 LM
- Mercedes-Benz SL 65 AMG R230
- Mercedes-Benz SLS AMG
- Mitsubishi Lancer Evolution X
- Nissan GT-R
- Nissan 350Z
- Nissan Skyline GTR R34
- Pagani Huayra
- Pagani Zonda R
- Pontiac Firebird Trans/am
- Porsche 911 S (991)
- Porsche 911 GT2 Type 997
- Porsche 911 (930) Turbo 3.0
- Porsche 918 Spyder Concept
- Porsche 918 spyder Weissach Package
- Porsche Panamera Turbo S
- Shelby Cobra
- Shelby GT500
- SRT Viper GTS
- Subaru Impreza 2011
- Tesla Roadster

## Bande son
Le jeu ne comporte pas de musiques de poursuite, contrairement aux précédents épisodes de la série. Néanmoins, la bande son comporte 42 titres d'artistes plus ou moins connus et de tous les genres. Quelques thèmes d'ambiance ont été composés par Vanesa Lorena et Steve Hillage. Quelques musiques de Burnout Crash! sont également jouées lorsque l'on s'approche d'un point d'échange de véhicules.
- Above & Beyond - Anjunabeach
- Asherel - Shake the Dust
- Band of Skulls - You're Not Pretty But You Got It Goin' On
- Bassnectar - Empathy
- Beware of Darkness - Howl
- Calvin Harris - We'll Be Coming Back (KillSonik Remix)
- Cease & Desist - The Chase
- Crosses - Telepathy
- Deadmau5 feat. Wolfgang Gartner - Channel 42
- Dead Sara - Weatherman
- Dispatch - Circles Around The Sun
- Dizzee Rascal - Bonkers
- DJ Fresh feat. Dizzee Rascal - The Power
- Flux Pavilion - Double Edge (feat. Sway)
- Foreign Beggars feat. Noisia - Contact
- Green Day - Stop When The Red Lights Flash
- Heaven's Basement - I Am Electric
- Icona Pop - I Love It
- Last Dinosaurs - Zoom
- Lower Than Atlantis - Love Someone Else
- Madeon - The City (feat. Zak Waters)
- Muse - Butterflies And Hurricanes
- Mutemath - Allies
- Nero - Won't You (Be There)
- Poliça - Violent Games
- Popeska - Now Or Never
- Riverboat Gamblers - Blue Ghosts
- Rudimental feat. John Newman - Feel The Love
- RuN RIOT - A Light Goes Off (RuN RIOT Mix)
- Silent Code Spell Bound, East Star et Night Train
- Skrillex (with The Doors) - Breakin' A Sweat (Zedd Remix)
- Strange Talk - Cast Away
- The Chemical Brothers - Galvanize
- The Joy Formidable - Little Blimp
- The Maccabees - Unknown
- The Vaccines - Bad Mood
- The Who - Baba O'Riley (Alan Wilkis Remix) et Won't Get Fooled Again (Cato Remix)
- We Are the Ocean - The Road (Run For Miles)
- X Ambassadors - Unconsolable